# Antonella Alessandro
Antonella Alessandro (Torino, 22 novembre 1963) è una doppiatrice e attrice italiana.

## Biografia
Figlia dell'attore e doppiatore Bruno Alessandro, ha studiato alla Scuola di Teatro "La Scaletta" e ha un'intensa carriera teatrale alle spalle. Come doppiatrice ha dato voce a Kim Cattrall nella serie tv Sex and the City.
Tra i suoi lavori come attrice i film In barca a vela contromano (1997) di Stefano Reali, La vita è un gioco (2000) di Fabio Campus. Ha inoltre preso parte alla seconda  terza stagione della fiction televisiva Una donna per amico.
Ha partecipato inoltre ad una puntata di Avanti un altro! a tema New York arrivando al gioco finale.

## Filmografia

### Cinema
- Hotel paura, regia di Renato De Maria (1996)
- Finalmente soli, regia di Umberto Marino (1997)
- In barca a vela contromano, regia di Stefano Reali (1997)
- La vita è un gioco, regia di Fabio Campus (2000)
- On/Off, regia di Mario Marasco (2011)

### Televisione
- La scalata, regia di Vittorio Sindoni (1993)
- Una donna per amico 2, regia di Rossella Izzo (1999)
- Una donna per amico 3, regia di Maria Carmela Cicinnati e Peter Exacoustos (2001)
- R.I.S. - Delitti imperfetti, regia di Alexis Sweet (2005)
- Provaci ancora prof 3, regia di Rossella Izzo (2008)

### Cortometraggi
- 8 dicembre, regia di G. Laurenti
- Padre quotidiano, regia di G. Laurenti
- Storia di un omino piccolo piccolo, regia di L. Bordone
- Individuale, regia di L. Zagaria

## Doppiaggio

### Cinema
- Kim Cattrall in Sex and the City, Sex and the City 2
- Toni Collette in Sto pensando di finirla qui
- Lisa Gay Hamilton in Fino a prova contraria
- Jenny Robertson in Il mio campione
- Scarlett Chorvat in Palle al balzo - Dodgeball
- Debora Weston in Thunderbirds
- Fergie in Nine
- Nicki Minaj in Tutte contro lui
- Donna W. Scott in Come l'acqua per gli elefanti
- Molly Atkinson in It - Capitolo due
- Monica Dolan in This Time Next Year - Cosa fai a Capocanno?
- Jetty Mathurin in Almost Cops

### Televisione
- Lauren Vélez in Le regole del delitto perfetto
- Kim Cattrall in Sex and the city, Queer as folk,Glamorous,And Just Like That
- Rebecca Balding in Streghe
- Jennifer Coolidge in 2 Broke Girls
- Tatjana Clasing in Last Cop - L'ultimo sbirro[1]
- Leslie Grossman in The Good Place
- Kiti Mánver in Velvet
- Alina Lozano in Chica vampiro
- Jackie Hoffman in Only Murders in the Building
- Yvette Nicole Brown in Unsolved
- Essie Davis in Apple Cider Vinegar

### Animazione
- Jasper, Quarzo Cilegia, Agata Blu e le Ametiste in Steven Universe Future
- Patty e Selma Bouvier (st. 22+, 2ª voce), Maude Flanders (st.9+, 3ª voce e principale), Luanne Van Houten (3^ voce), Manjula (2^ voce), Lindsey Naegle (solo ep.15.8-16.17), Helen Lovejoy (2ª voce) e La Gattara (st.9-32) ne I Simpson
- Donna Tubbs in The Cleveland Show e I Griffin
- Tricia Takanawa ne I Griffin
- Joanna (ep. 3x16) in American Dad
- Sachiko Yagami in Death Note
- Mildred in Squitto lo scoiattolo
- Mamma di DJ, Ginger e Leshawniqua in A tutto reality - Azione!
- Jasper e Malachite in Steven Universe
- Nonna Joe ne Lo straordinario mondo di Gumball
- Melanie Baker in Clarence

### Videogiochi
- Guadalupe "Mama" Welles in Cyberpunk 2077 (2020)[2]
- Mairi e Zladka in Diablo IV (2023)[3]

## Teatro
- Farfalle - scritto da Federico Caramadre Ronconi, regia di Valentina Martino Ghiglia (2003)